# Lucila Pascua
Pour les articles homonymes, voir Pascua.
María Lucila "Luci" Pascua Suárez, née le 21 mars 1983 à Sabadell en Espagne, est une joueuse espagnole professionnelle de basket-ball. Elle est une des joueuses plus sélectionnées avec l'Équipe d'Espagne, avec laquelle elle remporte la médaille d'argent au Championnat du Monde en Turquie 2014. 

## Biographie
Formée dans le projet Segle XXI à Barcelone, Lucila Pascua fait ses débuts dans la Ligue féminine espagnole de basket-ball à l'âge de 18 ans dans l'équipe du Filtros Mann Zaragoza.
Àprés 12 saisons en divers clubs de espagnols, elle commence la saison 2012-2013 avec le ŽKK Novi Zagreb. Au milieu de la saison, elle part au PINKK-Pécsi 424 en Hongrie. Elle retourne en Espagne pour jouer la saison 2014-2015 avec le CB Conquero de Huelva.
Elle est une des joueuses habituelles de l'équipe d'Espagne, avec laquelle elle a été sélectionnée plus de 200 fois, ayant remporté plusieurs médailles en championnats internationaux.

## Clubs successifs
- 1997-2001 :  Chantière Siglo XXI
- 2001-2005 :  Filtros Mann Zaragoza
- 2005-2009 :  Acis Incosa León
- 2009-2011 :  Mann Filter Zaragoza
- 2011-2013 :  Perfumerias Avenida Salamanque
- 2013-2014 :  ŽKK Novi Zagreb (A-1 Liga Žene)
- 20140000 :  PINKK-Pécsi 424 (Nemzeti Bajnokság I/A)
- 2014-2016 :  CB Conquero
- 2016- :  Mann Filter Zaragoza

## Palmarès

### Club
Perfumerias Avenida Salamanque:
- Vainqueure de la Supercoupe d'Europe en 2011-2012
- Vainqueure de la Supercoupe d'Espagne en 2011-2012
- Vainqueure de la Coupe de la Reine en 2012
- Vainqueure de la Supercoupe d'Espagne en 2012-2013
- Vainqueure de la Liga Femenina en 2012-2013

PINKK-Pécsi 424:
- Vainqueure du Championnat de Hongrie de basket-ball féminin en 2014

CB Conquero
- Vainqueure de la Coupe de la Reine en 2016

### Équipe nationale
- Médaillée d'or au Championnat d'Europe Cadet 1999 en Roumanie
- Médaillée de bronze aux Jeux méditerranéens de 2001 en Tunisie
- Médaillée de bronze au Championnat d'Europe 2003 en Grèce
- 6e aux Jeux olympiques d'été de 2004 à Athènes.
- Médaillée de bronze au Championnat d'Europe 2005 en Turquie
- Médaillée d'argent au Championnat d'Europe 2007 en Italie
- 5e aux Jeux olympiques d'été de 2008 à Pékin.
- Médaillée de bronze au Championnat d'Europe 2009 en Lettonie
- Médaillée de bronze au Championnat du monde 2010 en République Tchèque
- Médaillée d'argent au Championnat du monde 2014 en Turquie
- Médaillée de bronze au Championnat d'Europe 2015[1] en Hongrie et Roumanie
- Médaille d'argent aux Jeux olympiques de 2016[2]